# 米德爾莫爾

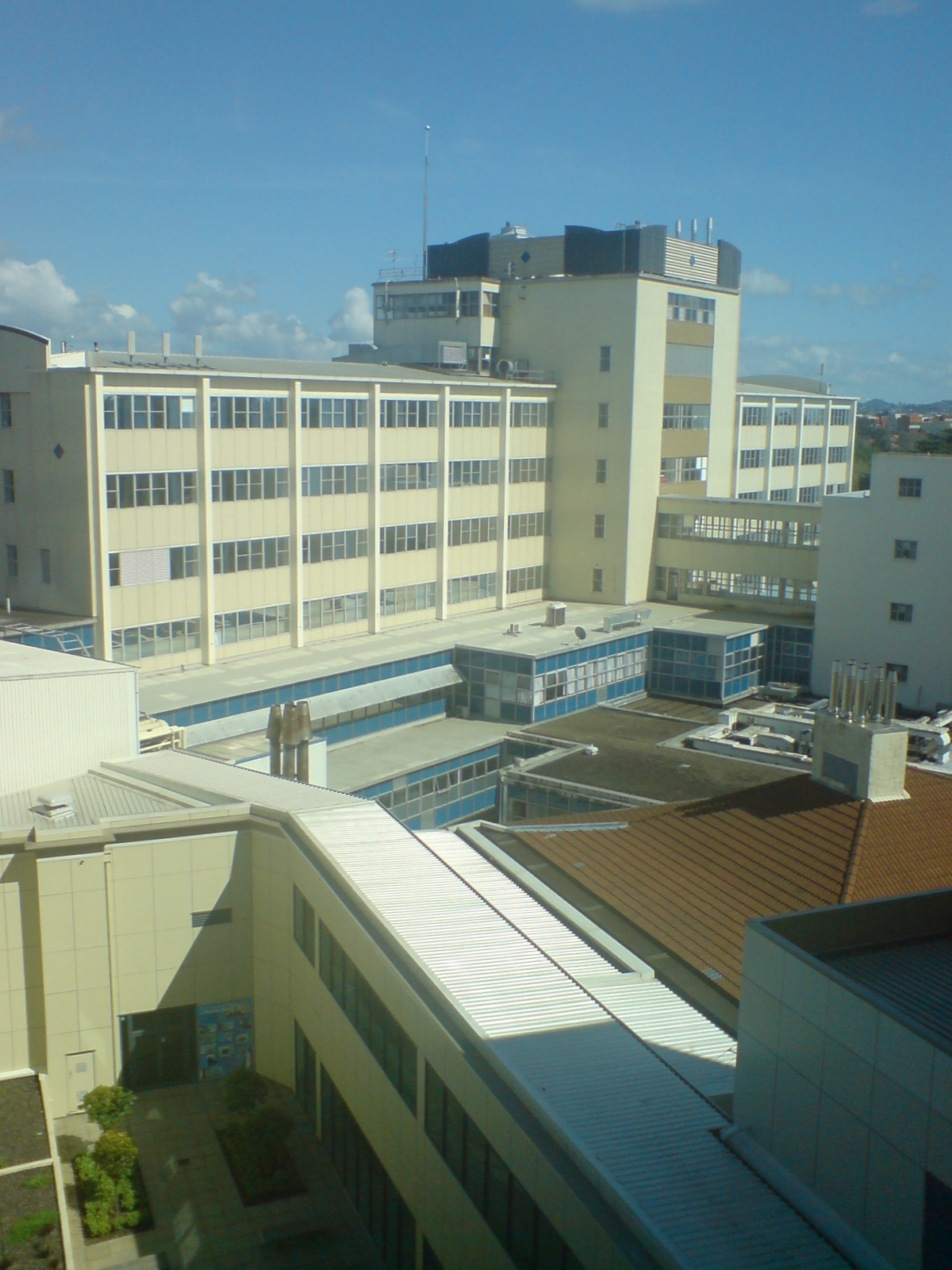
米德爾莫爾醫院

米德爾莫爾（英語：Middlemore），紐西蘭北島複合城市奧克蘭四個組成部分之一曼努考的一個社區，位於奧塔胡胡地峡的南端，地處塔瑪基河河口，距離奧克蘭中心商業區西南方約18 km（11 mi），面積為0.72 km2（0.28 sq mi），據2023年人口統計，常住人口只有20人。

## 外部連結
- Photographs of Middlemore （页面存档备份，存于） held in Auckland Libraries' heritage collections.